# Pandanus macrophyllus
Pandanus macrophyllus är en enhjärtbladig växtart som beskrevs av Ugolino Martelli. Pandanus macrophyllus ingår i släktet Pandanus och familjen Pandanaceae.
Artens utbredningsområde är Madagaskar. Inga underarter finns listade.